# Koudiat Bni Dghough
Koudiat Bni Dghough (franska: Koudiat Bni Dghough (CR), Koudiat Bni Dghough (Commune Rurale), arabiska: خميس القصيبة) är en kommun i Marocko.   Den ligger i provinsen Sidi Bennour och regionen Casablanca-Settat, 230 km sydväst om huvudstaden Rabat. Antalet invånare är 15 506.